# 매켄지 린츠
매켄지 린츠(Mackenzie Lintz, 1996년 11월 22일 ~ )는 미국의 배우이다.

## 출연 작품
- 러브, 사이먼 (2018)
- 언더 더 돔 시즌3 (2015)
- 언더 더 돔 시즌2 (2014)
- 언더 더 돔 시즌1 (2013)
- 헝거게임 : 판엠의 불꽃 (2012)